# Matthias Rohnacher
Matthias Rohnacher (* 1961 in Mannheim) ist ein professioneller deutscher Pokerspieler. Er war der erste deutschsprachige Pokerweltmeister der World Series of Poker in Las Vegas. Rohnacher gewann diesen Titel in der Spielvariante Pot Limit Omaha im sogenannten Jahrhundertfinale 1997.

## Werdegang
Rohnacher gewann in den 1990er-Jahren zahlreiche Pokerturniere in Europa und den Vereinigten Staaten. Er war einer der ersten Europäer, die regelmäßig große Turniere in den USA gewannen, darunter 1992 das Four Queens Classic in Las Vegas gegen David Reese oder 1995 die World Poker Finals gegen Mansour Matloubi. Zwischen 1991 und 1997 erreichte Rohnacher 15-mal die Preisgeldränge bei der World Series of Poker in Las Vegas, davon neunmal am Finaltisch (unter anderem Weltmeister und zweimal Vize-Weltmeister) und war damit einer der erfolgreichsten All-Around-Spieler Europas.
Seit dem Jahr 2000 lebt er zurückgezogen und spielt nur noch selten renommierte Pokerturniere. Den letzten Live-Turniererfolg hatte er 2006. Er arbeitet aber weiterhin als Pokerlehrer und Berater/Leiter von pokerbezogenen Projekten. Insgesamt hat sich Rohnacher mit Poker bei Live-Turnieren mehr als 700.000 US-Dollar erspielt.
Bei der aufgrund der COVID-19-Pandemie ausgespielten World Series of Poker Online erzielte Rohnacher 2020 drei Geldplatzierungen auf der Onlinepoker-Plattform GGPoker.